# Ширлісбург (Пенсільванія)
Ширлісбург (англ. Shirleysburg) — місто (англ. borough) в США, в окрузі Гантінгдон штату Пенсільванія. Населення — 141 особа (2020).

## Географія
Ширлісбург розташований за координатами 40°17′51″ пн. ш. 77°52′35″ зх. д. / 40.29750° пн. ш. 77.87639° зх. д. (40.297410, -77.876419).  За даними Бюро перепису населення США в 2010 році місто мало площу 0,41 км², уся площа — суходіл.

## Демографія
Згідно з переписом 2010 року, у селищі мешкало 150 осіб у 62 домогосподарствах у складі 36 родин. Густота населення становила 363 особи/км².  Було 67 помешкань (162/км²).
Расовий склад населення:
| - 96,7 % — білих - 0,7 % — корінних американців - 0,7 % — чорних або афроамериканців |

До двох чи більше рас належало 2,0 %. Частка іспаномовних становила 0,0 % від усіх жителів.
За віковим діапазоном населення розподілялося таким чином: 24,7 % — особи молодші 18 років, 57,3 % — особи у віці 18—64 років, 18,0 % — особи у віці 65 років та старші. Медіана віку мешканця становила 39,0 року. На 100 осіб жіночої статі у селищі припадало 111,3 чоловіків;  на 100 жінок у віці від 18 років та старших — 117,3 чоловіків також старших 18 років.
Середній дохід на одне домашнє господарство  становив 38 980 доларів США (медіана — 35 417), а середній дохід на одну сім'ю — 44 574 долари (медіана — 36 875). Медіана доходів становила 31 250 доларів для чоловіків та 23 750 доларів для жінок. За межею бідності перебувало 18,0 % осіб, у тому числі 25,9 % дітей у віці до 18 років та 8,8 % осіб у віці 65 років та старших.
Цивільне працевлаштоване населення становило 51 особа. Основні галузі зайнятості: освіта, охорона здоров'я та соціальна допомога — 37,3 %, виробництво — 21,6 %, мистецтво, розваги та відпочинок — 11,8 %, роздрібна торгівля — 7,8 %.